# Mike Yaconelli
Michael Charles „Mike“ Yaconelli (* 24. Juli 1942 in Kalifornien; † 30. Oktober 2003 in San Diego, Kalifornien) war ein evangelikaler Theologe, Pastor, Journalist und Schriftsteller. Er war ein Mitbegründer von Youth Specialties, einem christlichen Ausbildungszentrum für Jugendliche, und Gründer von The Wittenburg Door, einer satirischen christlichen Zeitschrift. Mit seiner unkonventionellen Theologie und Betonung von Echtheit und Gnade kann er als Vorreiter der Emerging Church angesehen werden.

## Leben
Yaconelli wuchs in Kalifornien auf. Er war Mitbegründer des Ausbildungs- und Materialzentrums Youth Specialties in El Cajon bei San Diego und leitete seit 1983 mit seiner Frau Karla eine kleine Gemeinde in Yreka in Nordkalifornien. Daneben verfasste er Beiträge für die satirische Zeitschrift The Wittenburg Door, die er gegründet hatte; später hieß sie The Door. Er schrieb Bücher für Jugendleiter, bildete Jugendliche aus und war Redner an christlichen Konferenzen und Festivals, so am Greenbelt Festival in Großbritannien. Dort sagte er:
Wenn ich einen Herzinfarkt in diesem Moment habe, hoffe ich, dass ich gerade noch Luft in meinen Lungen und genug Kraft in mir haben werde, um einen letzten Satz aussprechen zu können, während ich zu Boden falle: „Was für ein Ritt!“ Mein Leben hatte Höhen und Tiefen, mal ging es nach links, dann nach rechts, voller Fehler und schlechter Entscheidungen, und wenn ich jetzt sterbe, obwohl ich viel lieber länger leben würde, kann ich aus der Tiefe meiner Seele sagen: „Was für ein Ritt!“
Yaconelli kam bei einem Autounfall im Jahr 2003 ums Leben, als er seinem Vater beim Umzug geholfen hatte. Seine Frau Karla sagte über ihn am Gedenkgottesdienst in San Diego im Jahr 2004: Aschenputtel Michael Charles Yaconelli. Unorganisiert. Total integer. Nett. Aufrichtig. Intensiv. Exzentrisch. Leidenschaftlich. Spontan. Zwischendurch ärgerlich. Extrem strahlend. Schmerzhaft ehrlich. Gesellig. Zu tiefst unsicher. Eine eigenartige Mischung aus Introversion und Extraversion. Spaßliebend. Voll Zweifel... glaubensvoll... glaubensstiftend. Unpraktisch. Sorglos. Einsam. Abenteuerlich. Der absolute Meister der Romantik. Selbstkritisch. Inspirierend. Einsam. Empfindlich. Kraftvoll. Stresskandidat. Kuschelig. Besessen von der Gnade. Gefüllt von Gnade. Leidenschaftlich. Poetisch. Verrückter auf den Straßen. Ausgelassen. Zwischen standfest und starr. Feinfühlig. Moralisch. Selbstlos. Sorglos und launisch. Prophetisch. Künstlerisch. Widerspenstig. Weise. Großzügig. Überfallen von Angst. Rebellisch. Generös jenseits jeglicher Beschreibung. Gott nachjagend. Jesus-Liebhaber. Stolz auf Jesus. Jesus wohnte in ihm. Mein.

## Werke

### In Englisch (Auswahl)
- Mit Wayne Rice: Way-out Ideas for Youth Groups. Zondervan, Grand Rapids 1973
- Ideas. Number One. Youth Specialties, El Cajon 1975
- Tough Faith. The Search for Honest, Durable Christianity. David C. Cook 1976
- Mit David Lynn: Tension Getters Two. Zondervan, Grand Rapids 1985
- Mit Jim Burns: High School Ministry. Zondervan, Grand Rapids 1986. ISBN 978-0-310-34920-4
- Mit James Tweed: Yak, Yak, Yak!  Mike Yaconelli’s Guide to Jerk-Free Christianity. Marshall Pickering 1991. ISBN 978-0-551-02466-3
- Mit Karla Yaconelli: Messy Spirituality: Christianity for the Rest of Us. Hodder & Stoughton 2001
- Dangerous wonder: the adventure of childlike faith. NavPress, Colorado Springs 2003
- The Thing about Kids. Lion Books 2003[5]

### In deutscher Übersetzung
- Jetzt mal ehrlich. R. Brockhaus, Wuppertal 1993 und 1994. ISBN 978-3-417-20492-6
- Mit David Lynn: Sex explosiv. Gesprächshilfen für Gruppenleiter in der Teenagerarbeit, Eltern und Lehrer zum Thema Sex. Born, Kassel 1996
- Der ungezähmte Glaube: Warum Christsein ein Abenteuer ist. SCM R. Brockhaus, Wuppertal 1998 (2. Auflage 2001. ISBN 978-3-417-24407-6)
- What would Jesus do? Fragen, was Jesus will. Ein 30-Tage-Experimente für Teens. SCM R. Brockhaus, Wuppertal 1999. ISBN 978-3-7893-7551-4
- What would Jesus do? The next level, Mitarbeiterhandbuch. SCM R. Brockhaus, Wuppertal 2000. ISBN 978-3-7893-7571-2
- Auf Umwegen zum Ziel. SCM R. Brockhaus, Wuppertal 2001. ISBN 978-3-417-24437-3
- Mit Karin Jeromin: Biblische Weisheit für das Leben zu zweit. Deutsche Bibelgesellschaft, Stuttgart 2002. ISBN 978-3-438-04361-0
- Gott liebt Chaoten: Warum wir nicht ständig besser werden müssen. SCM R. Brockhaus, Wuppertal 2004. ISBN 978-3-417-24463-2 (Neuauflage 2013. ISBN 978-3-417-26556-9) (Originaltitel: Messy Spirituality)
- Focus on You(th): Die neun Eigenschaften eines Jugendmitarbeiters. Hänssler, Holzgerlingen 2005. ISBN 978-3-7751-4176-5